# Gwonseon-gu
Gwonseon-gu là quận nằm ở phía Tây-Nam thành phố Suwon ở Gyeonggi-do, Hàn Quốc.

## Phân cấp hành chính
Gwonseon-gu được chia thành "dong" sau:
- Geumho-dong (Hangul: 금호동) (chia thành Geumgok-dong và Homaesil-dong)
- Gokseon-dong (Hangul: 곡선동) (chia thành Gokbanjeong-dong, Daehwanggyo-dong và Gwonseon-dong)
- Guun-dong (Hangul: 구운동)
- Gwonseon-dong (Hangul: 권선동) (chia thành Gwonseon 1 và 2 dong)
- Ipbuk-dong (Hangul: 입북동) (chia thành Ipbuk-dong và Dangsu-dong)
- Pyeong-dong (Hangul: 평동) (chia thành Pyeong-dong, Pyeongni-dong, Gosaek-dong và Omokcheon-dong)
- Seodun-dong (Hangul: 서둔동) (chia thành Seodun-dong và Tap-dong)
- Seryu-dong (Hangul: 세류동) (chia thành Seryu 1 đến 3 dong [Seryu 2 Dong: Jangji-dong])

## Liên kết
- Trang chính phủ thành phố Suwon Lưu trữ ngày 27 tháng 1 năm 2010 tại Wayback Machine
- Suwon trên DMOZ
- Trang Gwonseon-gu Lưu trữ ngày 23 tháng 7 năm 2013 tại Wayback Machine